# Pommier Doucin
 (octobre 2023).
Si vous disposez d'ouvrages ou d'articles de référence ou si vous connaissez des sites web de qualité traitant du thème abordé ici, merci de compléter l'article en donnant les références utiles à sa vérifiabilité et en les liant à la section « Notes et références ».
Pommier Doucin est le nom vernaculaire d'une variété de pommier domestique (Malus pumila) très répandue en Europe depuis le XVIe siècle. On pensait à l'origine qu'il s'agissait d'une espèce à part entière, mais il s'agit en fait d'un simple cultivar de Malus pumila « standard », mais disposant de caractéristiques spécifiques le rendant particulièrement adapté à l'usage en porte-greffe.
Souvent associé au pommier paradis, le doucin est toutefois plus vigoureux. On l'utilise souvent comme porte-greffe pour les arbres formés en espalier ou en palmette.
Il en existe différentes variantes :
- le Doucin de Fontenay, correspondant à la référence M2 des porte-greffes Malling,
- le Doucin jaune de Holstein, portant la référence M4,
- le Doucin Reinette, ou Doucin vert, portant la référence M7.